# Jean-Baptiste Antoine Laplanche
Pour les articles homonymes, voir Laplanche.
Jean Baptiste Antoine Laplanche, né le 25 janvier 1757 à Montauban dans le Tarn-et-Garonne et mort le 8 janvier 1832 à Charleville, dans les Ardennes, est un général français de la Révolution et de l’Empire.

## Biographie

### Du cuirassier du roi au général de brigade
Il entre en service le 28 janvier 1776 dans le régiment de La Reine cavalerie. Il devient brigadier le 11 janvier 1781, fourrier le 9 septembre 1784 et adjudant le 18 octobre 1787. Il passe ensuite sous-lieutenant de son régiment (devenu le 4e de cavalerie) le 15 septembre 1791, lieutenant le 10 mai 1792 et capitaine le 17 juin suivant. Laplanche sert pendant les campagnes de 1793 et de l’an II à l’armée de la Moselle : il est blessé de onze coups de sabre le 29 novembre 1793 à l’affaire de Kaiserslautern, en chargeant à la tête de sa compagnie. Nommé chef d’escadron le 22 juillet 1794 et chef de brigade le 2 octobre suivant à l’armée de Sambre-et-Meuse, il fait les campagnes de l’an III et de l’an IV. 
Il est blessé à la tête et à la main droite le 16 juin 1796 à Wetzlar, et au bras droit le 4 septembre 1796 lors de la bataille de Wurtzbourg. Employé de l’an V à l’an XII aux armées d’Allemagne et du Rhin, il est promu général de brigade le 29 août 1803. La même année, il est noté par le général Oudinot comme un « officier de la plus belle tenue, réunissant à une moralité exemplaire les connaissances qui caractérisent l'officier distingué ». Le 22 septembre suivant, le Premier consul lui donne le commandement du cantonnement de dragons établi à Alençon, puis lui confie la 2e division de cavalerie du camp de Compiègne le 10 novembre. Laplanche est fait chevalier de la Légion d’honneur le 11 décembre 1803 et commandeur de l’ordre le 14 juin 1804.

### Sous l'Empire
Il reste attaché à l’armée des côtes de l’Océan en l’an XII et en l’an XIII et suit la Grande Armée pendant la campagne d’Autriche en 1805. Il se distingue à Austerlitz le 2 décembre 1805 et prend part aux campagnes de Prusse et de Pologne en 1806 et 1807. Après avoir eu un cheval tué sous lui le 25 janvier 1807 à l’affaire de Morhungen, il s'illustre le 14 juin 1807 au cours de la bataille de Friedland.
De retour à Paris en 1808, il commande une brigade de cavalerie le 18 janvier et est créé baron de l’Empire le 21 septembre. Le 17 octobre de la même année, il rejoint l’armée d’Espagne avant d'être admis à la retraite le 19 juin 1810. Lors de la Première Restauration, le roi Louis XVIII le fait chevalier de Saint-Louis le 1er novembre 1814. Pendant les Cent-Jours, il est chargé de la défense de Charleville et doit capituler. Libéré, il se retire dans ses terres et meurt le 8 janvier 1832 à Charleville.

## Dotations
- Dotation de 10 000 francs de rente annuelle sur les biens réservés en Westphalie le 17 mars 1808.

## Armoiries
| Figure | Nom du baron et blasonnement |
| ------ | --- |
|        | Armes du baron Jean Baptiste Antoine Laplanche et de l'Empire, décret du 19 mars 1808, lettres patentes du 21 septembre 1808, commandeur de la Légion d'honneur D'azur ; à la nef d'argent flottant sur une rivière de même, surmontée d'une colombe aussi d'argent volant à dextre, et portant au bec une branche d'olivier au naturel ; quartier des barons militaires - Livrées : bleu, rouge, blanc, et jaune. |

## Sources
- (en) « Generals Who Served in the French Army during the Period 1789 - 1814: Eberle to Exelmans »
- Thierry Pouliquen, « Les généraux français et étrangers ayant servis [sic] dans la Grande Armée » (consulté le 15 mars 2014)
- « La noblesse d’Empire » (consulté le 15 mars 2014)
- « Cote LH/1478/16 », base Léonore, ministère français de la Culture
- A. Lievyns, Jean Maurice Verdot, Pierre Bégat, Fastes de la Légion-d'honneur, biographie de tous les décorés accompagnée de l'histoire législative et réglementaire de l'ordre, Bureau de l’administration, janvier 1844, 529 p. (lire en ligne), p. 302.
- Vicomte Révérend, Armorial du premier empire, tome 3, Honoré Champion, libraire, Paris, 1897, p. 50.